# William Russell (1er baron Russell de Thornhaugh)
William Russell, 1er baron Russell de Thornhaugh (mort en 1613) est un aristocrate anglais, homme politique, pair et cavalier.

## Biographie
Il est le plus jeune fils de Francis Russell, 2e comte de Bedford et de sa première épouse Marguerite de Saint Jean. Sa date de naissance est incertaine, certains documents montrant qu'il est né dès 1553, certains à la fin 1563. Il est éduqué au Magdalen College (Oxford), et en septembre 1581, il est fait chevalier.
Russell commence sa carrière militaire active aux Pays-Bas, et est noté pour le maintien d'une force de combat efficace dans des circonstances difficiles. Il est nommé au poste de gouverneur de Flushing (1587-8), et, en 1594, à l'office de Lord lieutenant d'Irlande, où il sert avec panache.
À l'époque, l'Irlande est sur le point de se rebeller, et il y a deux opinions au gouvernement sur la façon de préserver la paix. Une faction cherche à négocier avec les rebelles Irlandais, tandis que les autres - notamment Russell - favorisent l'usage de la force militaire. La faction de Russell l'emporte, et la rébellion se transforme en une révolte générale, qui provoque la Guerre de Neuf Ans en Irlande et prend fin avec le Traité de Mellifont en 1603. Il défend brillamment la ville d'Enniskillen, qui a été assiégée pendant plusieurs mois.
Pendant son séjour en Irlande, Russell entre en conflit avec son chef militaire, John Norreys. Le litige s'avère nocif pour le gouvernement, et Russell est rappelé en Angleterre en 1597, mais seulement après avoir vaincu et tué le rebelle Fiach McHugh O'Byrne.
En 1599, Russell est nommé chef des forces de défense de l'ouest de l'Angleterre dans l'attente d'une invasion espagnole qui n'a pas lieu.
Russell construit le manoir de Woburn. Dans les années 1590, il consulte trois Hollandais quant à la possibilité pour drainer les terres de son manoir. Son fils, Francis Russell, poursuit le drainage et conduit les entreprises dans la première tentative pour créer le Grand Niveau des marais, connu plus tard comme le Niveau Bedford.
Russell est créé 1er baron Russell de Thornhaugh en 1603 par le nouveau roi Jacques Ier, mais il perd de l'influence à la cour et se retire dans ses terres, où il est décédé le 9 août 1613.
Russell se marie le 13 février 1585 à Watford, Londres, avec Elizabeth Long, fille unique et seule héritière de Henry Long de Shingay, Cambridgeshire, et petite-fille de Richard Long. Ils ont un fils, Francis Russell, 4e comte de Bedford. Les registres de l'église de St Mary's Church Watford montrent que l'enfant est baptisé en 1587.